# Chirisophos
Chirisophos, en grec ancien Χειρίσοφος, (v.435 av. J.-C., mort v.400 av. J.-C.) est un général spartiate.
Membre de l’expédition des Dix-Mille, Chirisophos obtient le commandement de l’armée des mercenaires après l’assassinat de Cléarque. Les Dix-Mille, après plusieurs mois de marche, et de nombreux affrontements avec les peuples des territoires qu'ils traversent, parviennent à la mer Noire à Trébizonde. Il leur reste encore pourtant 1 000 kilomètres à parcourir : il leur faut des bateaux, et Chirisophos, commandant en chef, part à Byzance pour s'en procurer, pendant que les Grecs reprennent leur marche en direction de la Paphlagonie. Il meurt de fièvre dans des conditions troubles près de Byzance.

## Notice historique
Cyrus le Jeune, révolté contre son frère le roi Artaxerxès II, recrute des mercenaires grecs démobilisés à la fin de la guerre du Péloponnèse. Il obtient l’appui de Sparte qui lui envoie 800 hoplites conduits par Chirisophos, et le navarque Samios fournit à l’armée de Cyrus un appui maritime jusqu’en Cilicie. Cyrus cache à ses troupes le but de son expédition et prétend qu’il veut simplement pacifier la Cilicie, mais une fois sur l’Euphrate, Cyrus ne peut plus dissimuler qu’il mène l’armée contre Artaxerxès II. Les mercenaires grecs protestent, puis se laissent convaincre. La rencontre a lieu à Cunaxa, près de Babylone. Les mercenaires grecs ont vite l’avantage, mais Cyrus est tué et ils se retrouvent isolés au sein de l’empire perse. Artaxerxès charge son général Tissapherne de reconduire les 13 600 mercenaires grecs. Tissapherne fait égorger leurs chefs (dont le général en chef Cléarque) lors d'un banquet, mais les mercenaires refusent de se laisser désarmer, et désignent de nouveaux stratèges, dont Xénophon, qui rapportera le récit de la « retraite des Dix-Mille » dans son Anabase.